# Oleh Verneaiev
Oleh Verneaiev (în ucraineană Олег Юрійович Верняєв; n. 29 septembrie 1993, Donețk, Donețk, Ucraina) este un gimnast ucrainean, laureat cu aur la paralele la Campionatul Mondial din 2014. Este dublu campion european la paralele în 2014 și în 2015. A reprezentat Ucraina la Jocurile Olimpice de vară din 2012, clasându-se pe locul 4 cu echipa și pe locul 11 la individual compus.

## Legături externe
Materiale media legate de Oleh Verneaiev la Wikimedia Commons
- en  Prezentare[nefuncțională]
 la Federația internațională de gimnastică
- en Oleh Verneaiev la Olympedia.org